# Estación Quilpué
Quilpué es una estación del Tren Limache-Puerto, construida en 1856, y se sitúa en la zona céntrica de la comuna homónima, en el Gran Valparaíso, Chile.

## Historia

### Sigloxix
La construcción del ferrocarril comenzó desde Valparaíso con dirección a Santiago; la estación fue construida el 30 de enero de 1856, y el tramo de la línea del tren entre Quilpué y Limache fue inaugurado el 24 de diciembre de 1856. Se afirma que su origen en particular surge a raíz de la solicitud de Enrique Costa Venzano, presidente de la época de la Compañía Molinos y Fideos Carozzi a la Empresa de los Ferrocarriles del Estado para que crearan una estación en la localidad de Quilpué dentro de la red ferroviaria Santiago-Valparaíso, de forma de facilitar el movimiento de personas entre ambas ciudades.
Sin embargo, el primer edificio de la estación es construido en 1858.
Aunque no fue una estación de gran importancia al inicio —debido a la baja cantidad de población—, los siguientes años provocaron un aumento de su uso.

### Sigloxx

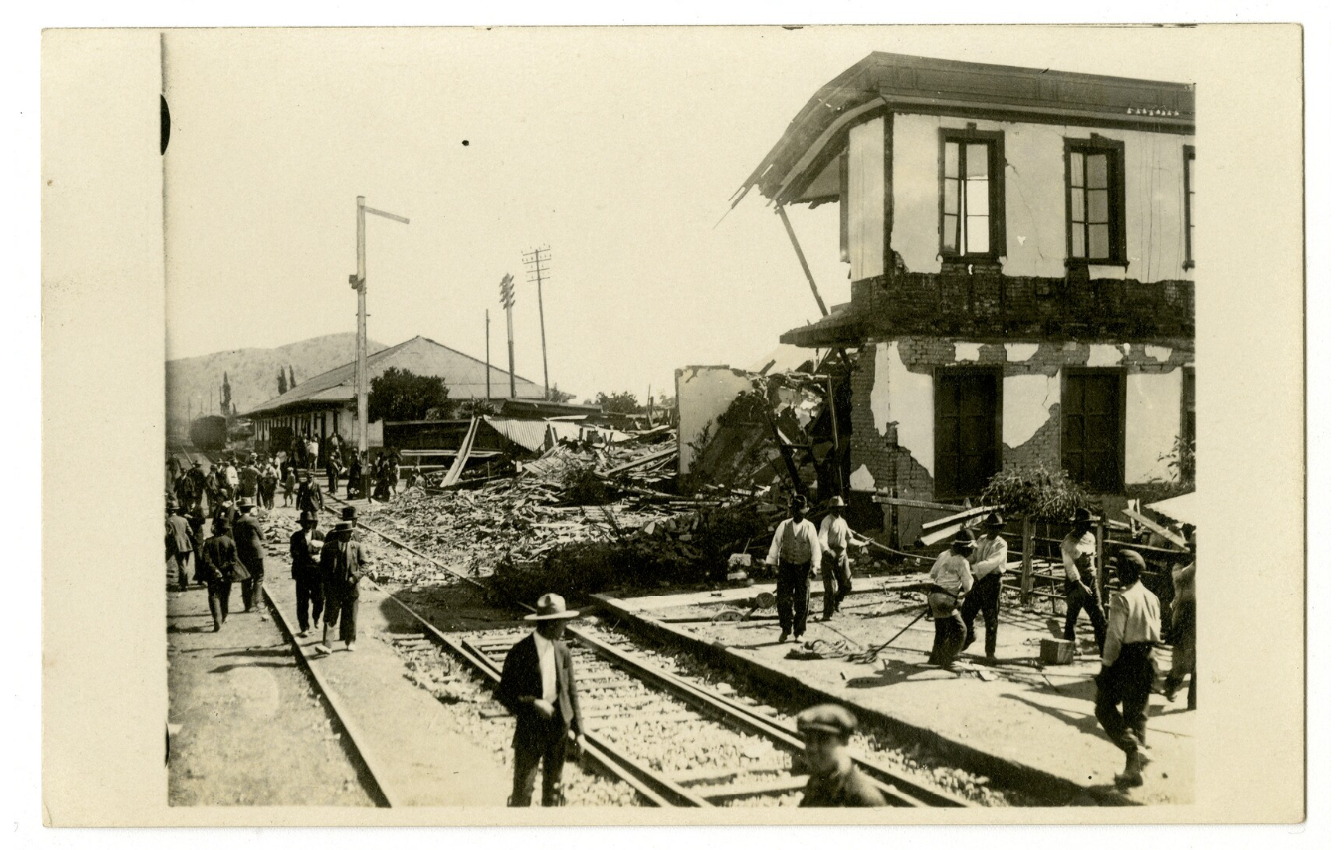
Colapso de edificios luego del terremoto de Valparaíso de 1906. Al fondo se observan las bodegas de carga de la estación.

A causa del terremoto de Valparaíso de 1906, el primer edificio colapsó y tuvo que ser totalmente reconstruido, siendo entregado a operaciones en 1907. Durante este periodo el flujo de pasajeros y el aumento de la población que vivía en la localidad provocaron un aumente en el uso de la estación, por lo que se adicionó nueva infraestructura a la estación. Esto llevó a que en 1923 los servicios expreso Santiago-Valparaíso se detuvieran en la estación. En 1925 ocurre una nueva modernización con la que se construye una tercera versión del edificio principal de la estación. La estación tuvo una remodelación hacia 1940.

### Sigloxxi

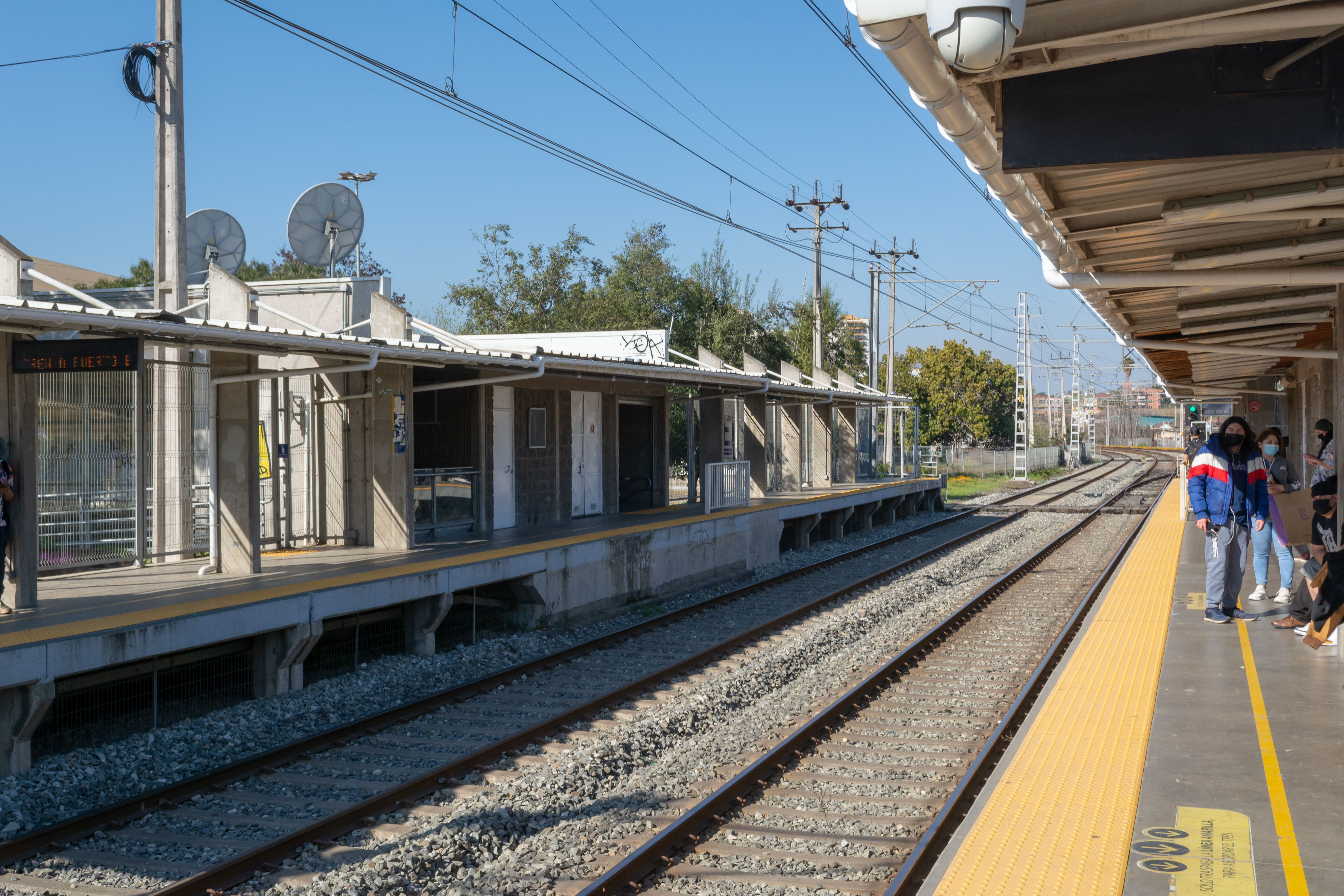
Andenes de la cuarta versión de la estación.

La antigua estación ferroviaria de Quilpué fue demolida en el año 2003 junto con la estación El Sol, lo que significó una importante pérdida patrimonial para la ciudad. Este hecho, permitido por las autoridades locales, fue considerado por algunos habitantes como una afrenta histórica al patrimonio local, especialmente por la desaparición de elementos icónicos como la torre del guardagujas y el viejo arco sobre la vía férrea —dañado por el terremoto de 2010 y posteriormente demolido en febrero de 2012—, este último construido originalmente por las bizcochueleras de Quilpué lideradas por Mercedes Canelo en 1863, para recibir al presidente José Joaquín Prieto en la inauguración del ferrocarril. La demolición de la infraestructura de pasajeros de la estación llevó a la construcción de una nueva estación de mesanina subterránea, siendo inaugurada el 23 de noviembre de 2005.
La Empresa de los Ferrocarriles del Estado reinauguró la estación en marzo de 2025, luego de haber mejorado la accesibilidad universal mediante obras de infraestructura que incluyeron rampas, ascensores y rutas para personas con discapacidad visual. El proyecto, que representó una inversión de $6900 millones, busca facilitar el acceso y uso del transporte ferroviario a todos los usuarios.

## Entorno
La estación está ubicada frente a la municipalidad de Quilpué, y a pasos de las principales zonas comerciales de esta ciudad y del Mall Plaza el Sol. Además, está próximo al Zoológico de Quilpué, el único de la región.

## Servicios

### Anteriores
A inicios del siglo XX, Quilpué contaba diariamente con numerosos servicios ferroviarios que la conectaban con Valparaíso y Santiago. Para diciembre de 1910 existían desde el puerto hacia Quilpué circulaban trenes en horarios específicos tanto en la mañana como en la tarde, incluyendo trenes expresos y ordinarios hacia Santiago. En sentido inverso, desde Quilpué hacia Valparaíso existían salidas frecuentes desde muy temprano por la mañana hasta la tarde, lo que facilitaba el transporte y la conectividad local con ambas ciudades.

## referencias
1. 1 2 3  Leguás Contreras, Brus (2015). «El Ferrocarril en Quilpué, Progreso y Retroceso». El Boletín Histórico de la Sociedad de Historia y Geografía de la Provincia de Marga-Marga (14): 35-40. ISSN 0719-2754.
2. 1 2  Cooperativa.cl (23 de noviembre de 2005). «Lagos inauguró viajes de nuevos trenes del Metro de Valparaíso». Cooperativa.cl. Consultado el 9 de marzo de 2025.
3. ↑  Olayo López, José (1910). «Generalidades de Chile y sus ferrocarriles en 1910». Biblioteca Nacional Digital. Consultado el 8 de marzo de 2025.
4. 1 2 3 4  Bragassi H., Juan (21 de noviembre de 2017). «La Estación Metro de Quilpué. Un cruce entre el pasado y el presente». Critica.cl. Consultado el 9 de marzo de 2025.
5. 1 2 3  González Rodríguez, Sergio (2022). Ferrocarriles y estaciones de la V región de Valparaíso. Ricaaventura. p. 48.
6. ↑  «EFE reinaugura las estaciones Quilpué y Villa Alemana con accesibilidad universal». Radio Festival. 7 de marzo de 2025. Consultado el 8 de marzo de 2025.
7. ↑  Carrera Mancilla, Andrés (XIV). «Notas del pasado: Venta en Quilpué y el itinerario del tren». El Boletín Histórico de la Sociedad de Historia y Geografía de la Provincia de Marga-Marga (19): 31. ISSN 0719-2754.